# Premio Nacional de Acción Voluntaria y Solidaria
Premio Nacional de Acción Voluntaria y Solidaria es el reconocimiento anual que otorga el Gobierno Federal de México para reconocer el trabajo humanitario de organizaciones civiles y ciudadanos en México.

## Antecedentes
Inspirado en la celebración instituida el 17 de septiembre de 1985 por la Organización de las Naciones Unidas, como el Día Internacional de los Voluntarios, el Gobierno Federal de México a través del decreto presidencial hecho por el Presidente de México, Felipe Calderón Hinojosa, se instituyó el Premio Nacional de Acción Voluntaria y Solidaria.
Por medio de este galardón, se da cumplimiento a la resolución A/RES/40/212 de las Naciones Unidas, la cual estipula:

Reconociendo la conveniencia de estimular la labor de todos los voluntarios, que trabajan tanto sobre el terreno como en el marco de organizaciones multilaterales, bilaterales o nacionales, no gubernamentales o con el apoyo de los gobiernos, y de dar aliento a esos voluntarios, muchos de los cuales prestan sus servicios a costa de considerables sacrificios personales, la Organización de Naciones Unidas, invita a los gobiernos a celebrar todos los años, el 5 de diciembre, un Día Internacional de los Voluntarios para el Desarrollo Económico y Social.
Resolución A/RES/40/212, Organización de las Naciones Unidas.

## Categorías
De acuerdo a las reglas estipuladas por el Comité Organizador, el premio se divide en tres categorías generales para entregar el premio:

### Categoría Grupal
Organizaciones de la sociedad civil que cuenten con trabajo voluntario encaminado a la elaboración y ejecución de proyectos en beneficio de su comunidad.

### Categoría Individual
Personas de la sociedad civil que se destaquen de manera individual por su trabajo Sergio Alejandro Alanis Martínez "Dr. Alito", Mención Honorífica en la categoría individual 2022 en el proyecto "Clowns de Hospital del Mundo".

### Categoría Juvenil
Mexicanos entre 18 a 29 años que participen en acciones voluntarias para fomentar y promover labores humanitarias y que generen impacto en su comunidad.

## Ganadores notables
Desde su creación, el Premio Nacional de Acción Voluntaria a galardonado a organizaciones y activistas como:
- Las Patronas
- Por un Hogar
- Un Techo para mi País
- Lolita Ayala